# A Bottled Romance
A Bottled Romance è un cortometraggio muto del 1914. Il nome del regista non viene riportato nei credit del film che, prodotto dalla Kalem Company, aveva come interpreti Ruth Roland, George Larkin, John E. Brennan, Marshall Neilan.

## Trama
Il romantico spirito di avventura spinge Helen a scrivere un messaggio in una bottiglia per dare un appuntamento davanti all'albergo a  Bob, il suo innamorato. Messa alla deriva, la bottiglia comincia la sua navigazione tra le acque tranquille della spiaggia. Bob, venendone a conoscenza, ne mette in acqua ancora una decina e, la mattina seguente, Helen è stupita di vedersi davanti tutti quegli uomini che avrebbero un appuntamento con lei. Inseguita, cerca di scappare, mentre loro si accapigliano tra le acque poco profonde del luogo. Bob, arrivato in aiuto della ragazza, se la porta via.

## Produzione
Il film fu prodotto dalla Kalem.

## Distribuzione
Distribuito dalla General Film Company, uscì nelle sale cinematografiche degli Stati uniti il 20 febbraio 1914. Nelle proiezioni, veniva programmato con il sistema dello split reel, accorpato in un'unica bobina con un altro cortometraggio prodotto dalla Kalem, Too Many Johnnies.